# Авлихос, Георгиос
Георгиос Авлихос (греч.  Γεώργιος Άβλιχος  Ликсури, Кефалония 1842 - Аргостолион, Кефалония 1909) – греческий художник, поэт и композитор второй половины 19-го века..

## Биография
Георгиос Авлихос родился в 1842 году в городке Ликсури острова Кефалония, в зажиточной семье Георгия Теодору Авлихоса и Ирини Курукли. Младший брат, Авлихос, Михаил (1844-1917) стал известным греческим анархистом и сатирическим поэтом. 
Георгиос Авлихос учился живописи в Неаполе, Италия. Одновременно учился юриспруденции. Продолжил учёбу в Германии. Вернувшись на свой родной остров работал библиотекарем в библиотеке Аргостолиона и давал частные уроки живописи. 
Авлихос не ограничился живописью и проявил себя в качестве литератора, поэта и композитора. Он написал на разговорном греческом языке (Димотика) поэтическую драму "Разрушение острова Псара" (см. Псарская резня), которая впервые была поставлена в Аргостолионе, сразу после её публикации в 1883 году. Авлихос также писал музыку к стихам. 
В 1885 году он выставил на выставке общества «Парнас» 3 портрета. В 1888 году Авлихос принял участие в Всегреческой художественной выставке «Заппион». 
Авлихос был характерным представителем семиостровной школы греческой живописи. Основной тематикой его работ были портрет и натюрморт. Что касается его портретов, то они преисполнены цветовой гармонией и реалистичностью исполнения.  
Последние годы жизни Авлихоса были трудными, в силу проблем со здоровьем и финансовых затруднений. Умер Георгиос Авлихос в Аргостолионе в 1909 году.

## Галерея

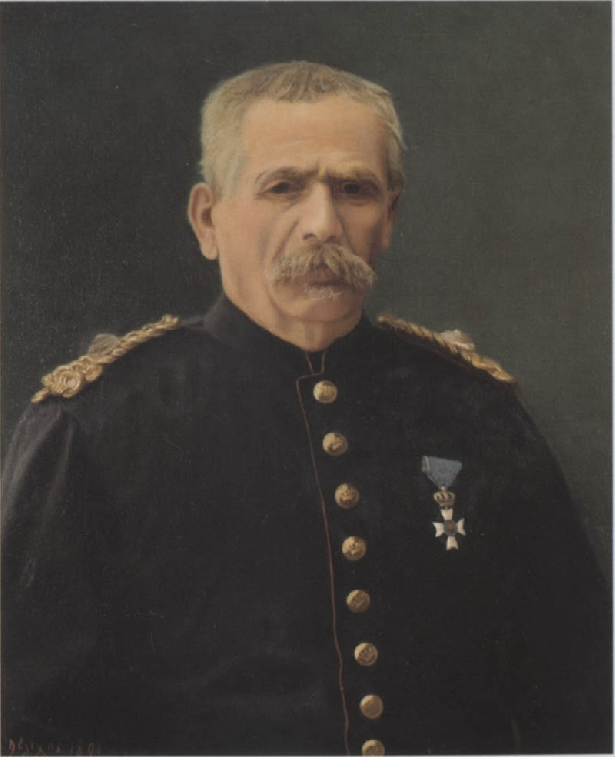
Портрет офицера.
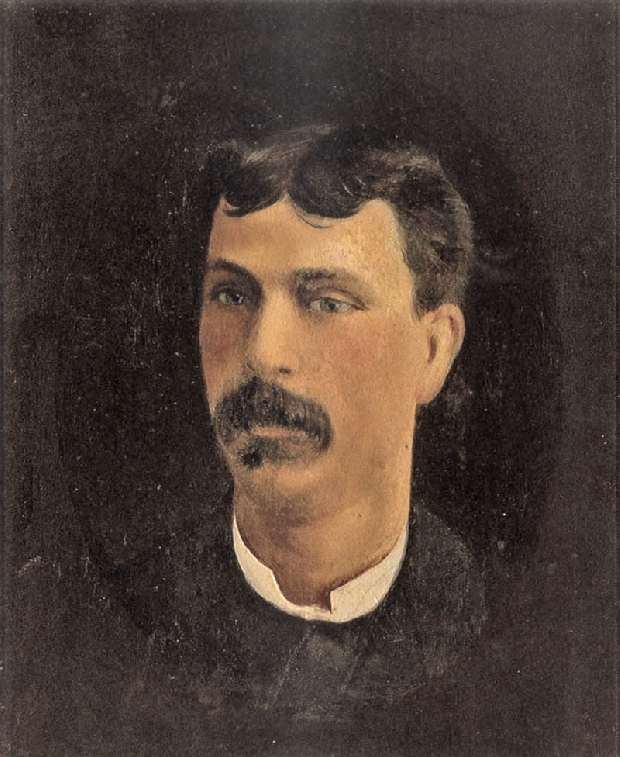
Портрет молодого человека
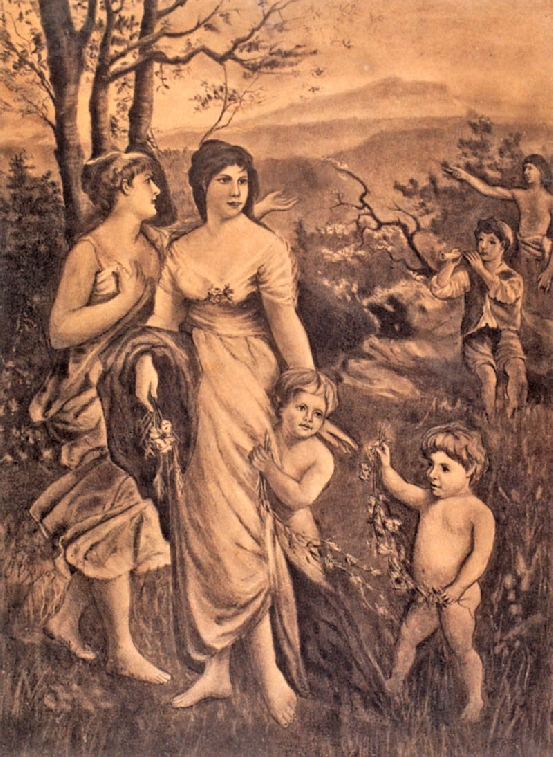
Аллегория весны
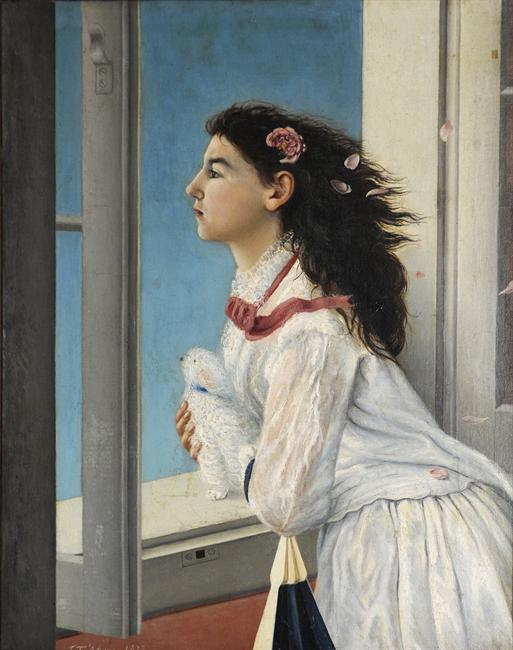
Девушка у окна (1877).

## Внешние ссылки
- Το έργο "Ζάκυνθος" του ζωγράφου στην ιστοσελίδα της Δημοτικής Πινακοθήκης Λάρισας